# Anger-függvény
A matematikában az Anger-függvény szorosan kapcsolódik a Bessel-függvényekhez.
Az Anger-függvényt Carl Theodor Anger német matematikusról (1803–1858) nevezték el.
A függvény definíciója:
{\displaystyle \mathbf {J} _{\nu }(z)={\frac {1}{\pi }}\int _{0}^{\pi }\cos(\nu \theta -z\sin \theta )\,d\theta }

## Weber-függvény
A Weber-függvény definíciója:
{\displaystyle \mathbf {E} _{\nu }(z)={\frac {1}{\pi }}\int _{0}^{\pi }\sin(\nu \theta -z\sin \theta )\,d\theta }
A függvényt Heinrich Friedrich Weber (1843 -1912), német fizikusról nevezték el.
A függvény szoros kapcsolatban van a II. fajú Bessel-függvénnyel.
A Weber-függvény Lommel–Weber-függvényként is ismert.

## Kapcsolat a Weber-, és az Anger-függvény között
A kapcsolat:
{\displaystyle \sin(\pi \nu )\mathbf {J} _{\nu }(z)=\cos(\pi \nu )\mathbf {E} _{\nu }(z)-\mathbf {E} _{-\nu }(z)}
{\displaystyle -\sin(\pi \nu )\mathbf {E} _{\nu }(z)=\cos(\pi \nu )\mathbf {J} _{\nu }(z)-\mathbf {J} _{-\nu }(z)}
Ha ν nem egész, akkor kifejezhetők egymás lineáris kombinációjaként .
Ha ν egész, akkor az Anger-függvény Jν, megegyezik a Jν, Bessel-függvénnyel, és a Weber-függvény kifejezhető, mint a Struve-függvény véges lineáris kombinációja.
A Weber-, és az Anger-függvények a Bessel-függvények inhomogén formáinak {\displaystyle z^{2}y^{\prime \prime }+zy^{\prime }+(z^{2}-\nu ^{2})y=0} a megoldásai.
Az Anger-függvény kielégíti a következő egyenletet:
{\displaystyle z^{2}y^{\prime \prime }+zy^{\prime }+(z^{2}-\nu ^{2})y=(z-\nu )\sin(\pi z)/\pi }
és a Weber-függvény kielégíti a:
{\displaystyle z^{2}y^{\prime \prime }+zy^{\prime }+(z^{2}-\nu ^{2})y=-((z+\nu )+(z-\nu )\cos(\pi z))/\pi .}
egyenletet.